# Талбот, Каллум
Каллум Талбот (англ. Callum Talbot; род. 26 февраля 2001, Валлетта) — австралийский футболист, защитник клуба «Мельбурн Сити».

## Клубная карьера
Талбот — воспитанник клубов «Гумея Юнайтед», «Сатерленд Шаркс», ФНСВ и «Сидней». 30 января 2021 года в матче против «Макартура» он дебютировал в A-Лиге в составе последнего. В 2022 году Талбот перешёл в «Мельбурн Сити». 7 октября в матче против «Уэстерн Юнайтед» он дебютировал за новую команду. 29 ноября 2023 года в поединке Лиги чемпионов АФК против японского «Ванфоре Кофу» Талбот забил свой первый гол за «Мельбурн Сити». 

## Международная карьера
В 2024 году Талбот в составе олимпийской сборной Австралии принял участие в молодёжном чемпионате Азии в Катаре. На турнире он сыграл в матче против команды Иордана.